# Антитілозалежне посилення
Антитілозалежне посилення (англ. antibody-dependent enhancement, ADE) — процес, при якому зв'язування патогену з субоптимальними нейтралізувальними або не нейтралізувальними антитілами спричинює його проникнення в імунні клітини інфікованого організму і реплікацію деяких збудників. ADE може проявлятися в процесі розвитку первинної або вторинної вірусної інфекції, а також після вакцинації.
Антитіла, за своєю природою, сприяють фагоцитуванню збудників імунними клітинами. Зазвичай фагоцитування комплексу вірус-антитіло супроводжується деградацією вірусу, але може, в разі антитілозалежного посилення інфекції, спричинити, навпаки, реплікацію вірусу, з подальшою загибеллю імунних клітин. Таким чином, вірус як би «обманює» процес фагоцитозу імунних клітин і використовує антитіла хазяїна як «троянського коня». Механізм антитілозалежного посилення, який включає фагоцитоз імунних комплексів через рецептор FcγRII / CD32, вивчений краще, ніж механізм, що включає фагоцитування через рецептор комплементу. Клітини, які експресують FcγRII/CD32 рецептор, представлені моноцитами, макрофагами, деякими популяціями |дендритних клітин, B-клітинами та іншими. Антитілозалежне посилення ускладнює розробку противірусних вакцин.
Так, при зустрічі з патогеном деякі вакцини, через механізм антитілозалежного посилення, замість захисту здатні провокувати тяжчий перебіг захворювання.

При антитілозалежному посиленні суб-оптимальні антитіла (сині Y-подібні структури на графіку) утворюють комплекс з вірусними частинками. Ці комплекси зв'язуються з FC-гамма-рецепторами (позначені FcγRII) імунних клітин і фагоцитуються ними. Всередині клітини відбувається вірусна реплікація, яка може призвести до формування інфекційних або неінфекційних віріонів

## Історія
Феномен ADE вперше описав Ройл Хоукіс (R. A. Hawkes) у 1964 році: він виявив підвищення продукції різних флавивірусів у клітинах курячого ембріона, вперше експонованих до вірусів, які перебувають в середовищі з низьким вмістом специфічних антитіл. Згодом він навів докази, що збільшення «виходу» вірусу в подібних експериментах спричинене утворенням комплексу «вірус-антитіло».
Проте, наприкінці 1960-х і початку 1970-х років вже іншими дослідниками виявлена роль ADE в патогенезі тяжких форм геморагічної гарячки, спричиненої вірусом гарячки денге. Було встановлено, що наявність антитіл в сироватці крові видужалого, що залишилися після легко перенесених випадків гарячки денге, призводить до тяжкого перебігу хвороби, якщо відбулося повторне зараження, але вірусом іншого серотипу.
Ця проблема призводить до того, що створити безпечну вакцину проти вірусу гарячки денге вкрай складно. Компанія Санофі Пастер (Франція) спробувала це зробити і створила вакцину, яка містила антигени до всіх чотирьох серотипів вірусу гарячки денге. Вакцина цієї компанії отримала назву Денгваксія (Dengvaxia). Серйозним недоліком Денгваксії є те, що вона діє точно так само, як природна первинна інфекція, різко збільшує ризик розвитку тяжкої повторної гарячки денге, яка перебігає тяжче. Причина цього явища, на думку авторів огляду літератури, пов'язана з явищем антитілозалежного посилення.
Так, в рамках клінічного дослідження була проведена вакцинація понад 10 000 дітей у віці 2-14 років в п'яти країнах Азіатсько-Тихоокеанського регіону. Аналіз даних, який провели фахівці з компанії Санофі Пастер, показав, що вакцинування дітей, яким було менше ніж 9 років, призводило до їхнього частого тяжкого захворювання гарячкою денге і госпіталізації. Причому частота цієї госпіталізації в два рази перевищувала частоту її у дітей з контрольної групи, в якій діти не були вакциновані. В іншій статті дані пояснювалися тим, що чим молодша дитина, тим менш імовірно, що вона вже стикалася з денге і тим ймовірніше, що вакцина зробила її зіткнення з вірусом набагато небезпечнішим в порівнянні з невакцинованою дитиною.
У науковому журналі «New England Journal of Medicine» повідомляється, що департамент охорони здоров'я Філіппін розпочав програму масової вакцинації Денгваксією у квітні 2016 року, яка охопила приблизно 830 тисяч дітей, але призупинив програму наприкінці 2017 року. Зупинка програми вакцинації сталася, коли Санофі Пастер оприлюднила результати вакцинації. Виявилося, що вакцина певною мірою захищала дітей старшого віку, але часто шкодила здоров'ю дітей молодшого віку, у яких не було імунітету до вірусу гарячки денге. Згідно з рекомендаціями ВОЗА існує підвищений ризик госпіталізації та розвитку тяжкої форми гарячки денге у серонегативних осіб, починаючи приблизно через 30 місяців після отримання першої дози вакцини. Серонегативними називаються люди, які не мають антитіл на певного збудника. Історія набула широкого міжнародного розголосу як "Dengvaxia controversy« (також «Dengvaxia issue» або « Dengvaxia mess»).

Наразі вакцина Денгваксія, згідно з інформацією Центру по запобіганню інфекційних захворювань США (CDC), рекомендується до застосування тільки людям, серопозитивним щодо вірусу гарячки денге, тобто людям, які вже хворіли і мають антитіла. Вважається, що у цих людей вакцина запобіжить повторному захворюванню при зустрічі з новим серотипорм вірусу або послабить тяжкість його перебігу. Однак пошуки безпечної та ефективної вакцини проти вірусу денге тривають і, не виключено, що вони увінчаються успіхом.
«Список вірусів людини та тварин, які можуть спричинити антитілозалежне посилення, досить великий і включає віруси грипу А, віруси Коксакі, респіраторно-синцитіальний вірус, вірус Ебола та ін.». 
З початку 2020 року, коли в світі стала стрімко поширюватися пандемія COVID-19, спричинена коронавірусом SARS-CoV-2, інтерес до феномену антитілозалежного посилення багаторазово зріс. Це пов'язано, в першу чергу, із заявленим початком розробки різними провідними науковими центрами вакцини проти SARS-CoV-2, де одним з найважливіших факторів, що визначають її безпеку, є відсутність феномену антитілозалежного посилення. Обговорення проблеми антитілозалежного посилення при розробці вакцин проти SARS-CoV-2 і терапії моноклональними антитілами детально викладено в опублікованій роботі в журналі Nature. Так само ця проблема піднімається в іншій статті в журналі Nature Biotechnology.
Дискусія щодо еффектів послаблення імунітету та антитілозалежного посилення в контексті пандемії Covid-19 почалася навесні 2021, з посиленням епідемічної обстановки у країнах, які використовували вакцину Sinovac. Зокрема, після вакцинації фіксувалося збільшення кількості підтверджених випадків та поширенні коронавірусу в Чилі, Туреччині та Пакистані. У лютому Чилі провела вакцинацію близько 9 млн дозами вакцини Sinovac, у середньому 47 доз на 100 осіб, це найвищий рівень вакцинації у Південній Америці. Однак кількість позитивних результатів, які були в Чилі, зросла, а не впала. Туреччина почала вводити вакцину Sinovac у середині січня, вакцинували не менше 8 млн осіб (понад 10 % населення). Але кількість хворих відновилася наприкінці лютого, а 30 березня було зареєстровано 37303 нових випадків, найвищий показник за один день. У Пакистані, який використовував вакцину з початку лютого, національний коефіцієнт позитивності тестів підвищився до 11 % (найвищий рівень з моменту спалаху). 31 жовтня 2021 року семиденний середній показник поширення коронавірусу в Німеччині також підвищився і склав 145,1 випадка на 100 тис. жителів. Всього за той же період RKI зафіксував більше 2,2 млн нових випадків зараження. Тобто доля повністю вакцинованих від числа всіх інфікованих склала 5 %.. Таким чином, виникло особливе занепокоєння ймовірністю того, що вакцина може не захищати від коронавірусу, а навпаки, посилювати його дію.
Однак досі невідомо першопричину даних явищ, серед гіпотез виокремлюють гіпотезу еффектів послаблення імунітету та гіпотезу антитілозалежного посилення. У детальному огляді таких випадків, потенційно пов'язаних з вакцинами проти SARS-CoV-2, автори зазначили: «У даний час відсутні відомі клінічні дані, імунологічні аналізи або біомаркери, що дозволяють диференціювати тяжку вірусну інфекцію, спричинену захворюванням з посиленим імунітетом шляхом вимірювання антитіл, Т-лімфоцитів або внутрішньої відповіді хазяїна».

## Антитілозалежне посилення у коронавірусів
Феномен антитілозалежного посилення описаний для вірусів з геном, які мають (+) ланцюг РНК, включаючи коронавіруси. У коронавірусів це явище спричинюють антитіла до шипоподібного (S) білку. Не виключено, що антигенна мінливість S-білка, яку можуть спричинити різні варіанти глікозилювання та / або зміни конформацій, сприяє антитілозалежному посиленню.

### Антитілозалежне посилення уальфа-коронавірусів[en]
Вірус інфекційного перитоніту котів (Feline infectious peritonitis (FIP) або (FIPV)) являє собою альфа-коронавірус, яким часто заражаються як домашні, так і дикі кішки. У багатьох тварин захворювання проходить безсимптомно або спричинює слабкий розлад кишки. Однак у деяких котів розвивається перитоніт, який майже завжди призводить до смепрті. Вірус FIPV існує в двох формах, які називають біотипами або патотипами. Один з біотипів відповідає за безсимптомне захворювання, а інший за тяжке. Передбачається, що два біотипи розрізняються генетично, проте довести цю гіпотезу поки не вдалося. Тому в реальності остаточно не відомо, чим відрізняються біотипи. Вакцинація проти FIPV може посилювати тяжкість захворювання і призводити до летального результату. Цю проблему пояснюють ADE, оскільки показано, що in vitro інфікування макрофагів вірусом FIPV може бути ініційовано моноклональними антитілами, націленими на шипоподібний S-білок. Цікаво, що в основному антитілозалежне посилення спричиняли антитіла підкласу IgG2а, здатні нейтралізувати вірус, в той час як протестовані антитіла підкласу IgG1 не мали такого ефекту. Вірусне зараження макрофагів і моноцитів in vitro спостерігали і з антитілами з сироваток котів, інфікованих вірусом. Ефект антитілозалежного посилення також пояснює, чому у половини котів після експериментального зараження FIPV розвивається перитоніт у разі, якщо їх попередньо пасивно імунізували антивірусними антитілами. У деяких країнах виробляється вірусна вакцина проти FIPV, заснована на аттенуйованому вірусі [Архівовано 28 червня 2021 у Wayback Machine.] і застосовується у формі крапель для носа. Однак використання цієї вакцини, як з точки зору безпеки, так і ефективності, залишається спірним питанням. Цікаво, що вакцинація векторним конструктом, що експресує N-білок вірусу, призводить до кращих результатів: при зараженні вірусом вакцинованих велика частина кішок залишається живими.

### Антитілозалежне посилення убета-коронавірусів
Деякі бета-коронавіруси здатні провокувати антитілозалежне посилення. Це явище для вірусів SARS-CoV-1 і MERS-CoV, які спричинюють відповідно Тяжкий гострий респіраторний синдром (SARS) і Близькосхідний респіраторний синдром (MERS), описано в багатьох опублікованих робіт. Явище антитілозалежного посилення було продемонстровано як у клітинних культурах, так і у модельних тварин, але не у людини. Вважається, що S-білок вірусу безпосередньо пов'язаний з цим явищем. Антитіла, вироблені на вакцинний варіант вірусу з одними антигенними детермінантами S-білка, можуть втратити властивість нейтралізувати вірус при зараженні вірусами з видозміненим білком. Такі антитіла можуть як і раніше зв'язуватися з вірусом, але при цьому мати меншу афінність і утворювати менш стабільні комплекси в порівнянні з комплексами, які вони утворюють з «вакцинною» формою вірусу. Внаслідок цього комплекс антитіло-вірус може виступати як «троянський кінь», допомагаючи вірусу проникнути в моноцити, макрофаги (а також інші імунні клітини хазяїна), запускаючи в цих клітинах інфекційний процес. Можливо, існує причинно-наслідковий зв'язок між титром IgG антитіл до епітопів шипоподібного S-білка і системним запаленням у дітей, які заразилися вірусом вдруге. Наприклад, на моделях приматів було показано, що IgG антитіла до пептиду s597–603 S-білка для вірусу SARS-CoV-1 спричинюють виробництво антитіл, здатних провокувати антитілозалежне посилення.

#### Зараження імунних клітинin vitro
Так, антитіла до S-білка SARS-CoV-1 сприяють проникненню вірусу у В-клітини, моноцити і макрофаги. У цих клітинах вірус реплікується, але не дає продуктивної інфекції. Це може бути пов'язано з тим, що заражені імунні клітини не експресують в достатній кількості серинових протеаз, необхідних для активації віріонів. Однак, не виключено, що неактивні віріони можуть активуватися і ставати інфекційними при проникненні в клітини дихального епітелію, в мембранах яких присутні потрібні для активації протеази. У той же час, реплікація вірусу, навіть без утворення інфекційних віріонів, може призводити до масової загибелі імунних клітин, які несуть рецептор Fc𝛾RIIγ. Деякі моноклональні антитіла до S-білка SARS-CoV-1 і MERS-CoV також провокують антитілозалежне посилення.

### Імунопатологія у модельних тварин після вакцинації
Існують приклади того, що антитіла класу IgG на антигени S-білка SARS-CoV-1 спричинюють тяжке пошкодження легенів, опосередковане макрофагами у макак. Незважаючи на те, що вакцинація векторним конструктом знижувала вірусне навантаження після зараження SARS-CoV-1, наявність IgG антитіл до S-білка у імунізованих макак значно посилювало запальне пошкодження легенів при реальній інфекції. Цікаво, що вірусне зараження після вакцинації антигенами S-білка інших модельних тварин призводила до подібних негативних результатів. Наприклад, у тхорів при зустрічі із SARS-CoV-1 після вакцинації рекомбінантною вісповакциною, що експресує S-білок, виникав важкий гепатит. У мишей виникало тяжке легеневе запалення знову ж при закраженні вірусом після вакцинації інактивованим вірусом або чотирма іншими варіантами вакцинного матеріалу. Вакцинація мишей векторним конструктами, які експресують N-білок вірусу SARS-CoV-1 також спричиняла імунопатологію при зараженні тварин інфекційним вірусом.
Антитілозалежне посилення може виникнути під час первинної інфекції або при повторному зараженні після природної інфекції. У кроликів, інтраназально інфікованих MERS-CoV, розвивалася легенева патологія, яка характеризується віремією і тяжким запалення легенів. При повторному зараженні MERS-CoV, незважаючи на наявність антитіл, кролики хворіли знову і пошкодження легенів були більш тяжкими, ніж під час первинного зараження. Інфекція вірусами SARS-CoV-1 або MERS-CoV спричиняла більш тяжку пневмонію у вакцинованих тварин, незважаючи на високий рівень специфічних нейтралізуючих антитіл. У людей иммунодомінантний епітоп SARS-CoV-1 S-білка індукував продукцію як специфічних нейтралізуючих антитіл, так і антитіл, які підсилюють інфекцію макрофагів in vitro.

## Механізм антитілозалежного посилення у коронавірусів
Існують різні гіпотези про те, як відбувається антитілозалежне посилення, і цілком імовірно, що існує більше одного механізму. Нижче описаний механізм, який пов'язаний з FcγRII рецепторами імунних клітин і S-білком коронавірусів.

#### Рецептор імунних клітин[66]сприяє їх зараженню і антитілозалежному посиленню
Було показано, що специфічні антитіла (IgG) при антитілозалежному посиленні формують недосконалі, неміцні комплекси з вірусом, допомагаючи йому заражати імунні клітини хазяїна, які несуть рецептор Fc𝛾RII. Клітини, що експресують цей рецептор (FcγRII/СD32), представлені моноцитами, макрофагами, деякими категоріями дендритних клітин і B-лімфоцитів. Комплекс антитіла з вірусом зв'язується з Fc𝛾RII рецептором і фагоцитується СD32 + клітинами. У нормі цей процес призводить до руйнування вірусу всередині імунної клітини і одужання. Однак при патології, вірус, звільнившись від антитіла, починає реплікативний цикл всередині імунної клітини, яка поглинула його. Цей процес описаний для різних альфа- і бета-коронавірусів, включаючи SARS-CoV-1. Він може призводити до масової загибелі імунних клітин і, як наслідок цієї загибелі, спричинити цитокіновий шторм.
Специфічні нейтралізуючі антитіла зв'язують вірус набагато міцніше, і вірус повністю втрачає здатність інфікувати клітини. Більш того, вірус, будучи всередині моноциту або макрофага, не може вивільнитися після поглинання комплексу вірус-антитіло і піддається руйнуванню. Таким чином, комплекс вірусу зі специфічними нейтралізуючими антитілами призводить до елімінації вірусу з організму, а комплекс з недосконалими антитілами, у яких константа зв'язування (константа асоціації, Ка) нижче в порівнянні з нейтралізуючими антитілами, — до реплікації вірусу в клітинах імунної системи, посилення хвороби і можливого цитокінового шторму.
Експресія двох видів рецепторів FcγRIIa і FcγRIIb, але не FcγRI або FcγRIIIa, індукувала антитілозалежне посилення, спричинене SARS-CoV-1. При цьому було показано, що тяжкість захворювання SARS залежить від алельного поліморфізма FcγRIIa; у індивідуумів з ізоформою Fcγriia рецептора, який взаємодіє як з IgG1, так і з IgG2, розвивається тяжче захворювання, ніж у індивідуумів з ізоформою Fcγriia рецептора, який зв'язується тільки з IgG2.

#### IgG антитіла відповідають за антитілозалежне посилення
FcγRII рецептори зв'язують тільки IgG антитіла. У деяких експериментах було показано, що антитілозалежне посилення в основному спричинюється антитілами підкласу IgG2a, в той час як тестовані антитіла підкласу IgG1 не породжували такий ефект.

#### IgG антитіла до S-білка коронавірусів можуть провокувати антитілозалежне посилення

##### Універсальний механізм антитілозалежного посилення, опосередкований IgG антитілами до S-білка
На підставі аналізу літератури деякі дослідники зробили висновок про те, що для SARS-CoV-1, MERS-CoV існує універсальний механізм зараження імунних клітин, який призводить до антитілозалежного посилення. Тільки антитіла, націлені на S-білок, але не на інші вірусні білки, здатні формувати комплекси з коронавірусом, які фагоцитуються імунними клітинами і провокують вірусну реплікацію, замість вірусного руйнування. Ймовірно, S-білок відрізняється від інших вірусних білків тим, що він здатний змінювати імунодомінантні антигенні детермінанти за рахунок зміни конформації рецептор-зв'язуючого домену (RBD) і типів глікозилювання.
У роботі показано, що моноклональні нейтралізуючі антитіла, специфічні до RBD, опосередковують проникнення вірусу MERS-CoV в імунні клітини, функціонально імітуючи вірус-специфічні рецептори. Автори вважають, що антитіла, спрямовані проти інших ділянок S-білка і не пов'язані з його конформаційними змінами, з меншою ймовірністю призводитимуть до антитілозалежного посилення. Також показаний доза-залежний ефект ступеня тяжкості антитілозалежного посилення від концентрації антитіл.

##### Структура і конформаційна мінливість S-білка
S-білок бетакоронавірусів існує у вигляді тримера і складається з трьох ланцюгів, кожен з яких, в свою чергу, утворює дві субодиниці S1 і S2. Субодиниця S1 несе рецептор-зв'язуючий домен (RBD). Між субодиницями S1 і S2 знаходиться сайт розрізання сериновими протеазами. Вірус набуває здатність інфікувати клітини тільки після того, як відбувається протеолітичне розщеплення і кожна молекула білка розділяється на дві субодиниці. S1 може перебувати в двох конформаціях — відкритій і закритій. Біофізичне дослідження структури S-білка SARS-CoV-2 і аналіз структури з роздільною здатністю в 3.5A показали, що найбільш часто зустрічається S-білок, у якого одна з молекул тримера RBD знаходиться у відкритій конформації.

#### Антитіла або клітинний імунітет до N-білків коронавірусів можуть спровокувати пневмонію
Вакцинація векторним конструктом, який експресує N-білок SARS-CoV-1, сприяє розвитку тяжкої пневмонії у мишей, після інфекції SARS-CoV-1. Можливо, ця пневмонія пов'язана з антитілозалежним посиленням.

#### N-білок може посилювати пневмонію
Хоча можливий і інший механізм, так було показано, що n-білки SARS-CoV, MERS-CoV і SARS-CoV-2 можуть зв'язуватися з сериновою протеазою MASP-2, яка бере участь в шляху активації комплементу. Зв'язування спричинює індуковану білком гіперактивацію комплементу. Гіперактивація посилює індуковану запальну пневмонію у мишей, тому можна припустити, що воно буде породжувати аналогічні проблеми у людей. Мотив N-білка (115—123) безпосередньо взаємодіє з MASP-2.

### Можлива роль ADE в патогенезі SARS і COVID-19
Патогенез захворювання SARS і COVID-19, на думку авторів деяких робіт, пов'язаний з антитілозалежним посиленням, що виявляється в зараженні макрофагів, В-клітин і моноцитів. Автори робіт вважають, що це зараження є ключовим кроком у розвитку хвороби та її еволюції від легкої форми до тяжкої з критичними проявами. Антитілозалежне посилення може пояснити спостережуване порушення регуляції імунітету, включаючи апоптоз імунних клітин, що сприяє розвитку Т-клітинної лімфопенії (лімфоцитопенії), запальний каскад з накопиченням макрофагів і нейтрофілів у легенях, а також цитокіновий шторм. Раніше інші дослідники теж висловлювали схожу гіпотезу щодо SARS.
Вен Ші Лі та інші показали, що тяжкість захворювання та імунна відповідь пов'язані з вірусним навантаженням нелінійно: «пацієнти з симптомами показали більш високі титри антитіл до SARS-CoV-2 і швидше виводили вірус з верхніх дихальних шляхів». Вони також відзначили, що дані досліджень свідчать: Т-клітинні відповіді проти SARS-CoV-2 можуть бути виявлені на високому рівні при легких і безсимптомних хворобах, тоді як великі титри антитіл більш тісно пов'язані з тяжким COVID-19". Вони підкреслили важливість збору інформації про механізми антитілозалежного посилення при COVID-19 для забезпечення безпеки вакцин при їхньому широкому застосуванні.

#### Динаміка виробництва IgG антитіл, націлених на S-білок у хворих SARS
На користь того, що антитіла до S-білка можуть шкодити пацієнтам, спричиняючи антитілозалежне посилення, говорять і наступні спостереження невеликої групи пацієнтів з шести осіб, три з яких одужали, а три померли. Порівняльний аналіз специфічної гуморальної відповіді показав, що у пацієнтів, які померли від SARS-CoV-1 інфекції, нейтралізуючі антитіла до S-білка вироблялися значно швидше, ніж у видужалих людей. Так було виявлено, що на 15-й день захворювання у пацієнтів, згодом померлих, титр антитіл до S-білка був значимо вище, ніж у тих, хто згодом одужав. При цьому, хоча титр нейтралізуючих антитіл протягом захворювання у згодом померлих пацієнтів зростав швидше порівняно з титром у згодом видужалих пацієнтів, він також швидше падав. У той же час, у пацієнтів, які згодом одужали, титр антитіл збільшувався повільніше, але виростав до більш високого рівня і довше тримався на цьому рівні. Така динаміка зміни титрів антитіл була характерна як для IgM, так і IgG антитіл. Можна припустити, що у пацієнтів, згодом померлих, розвинулося антитілозалежне посилення хвороби у тяжкій формі і швидке вироблення антитіл до S-білка, які не могли нейтралізувати вірус, сприяло цьому. Можливо, уповільнене зростання титру сприяло виробленню антитіл з більш високою константою зв'язування, що відповідає міцнішим комплексам антиген-антитіло, з афінністю і авідністю, достатніми для нейтралізації вірусу. Значуще перевищення рівня антитіл у тяжких хворих порівняно з не тяжкими спостерігалося і на вибірці з 325 пацієнтів в іншій роботі. Такі ж дані отримали й інші дослідники на вибірці з 347 хворих на SARS. Більш того, було виявлено, що у пацієнтів, згодом померлих, антитіла з'являлися раніше за все.

#### Мінливість S-білка може забезпечувати антигенну різноманітність, що провокує антитілозалежне посилення
Вірус зі зміненими антигенними властивостями S-білка може взаємодіяти з нейтралізуючими антитілами, виробленими на початковий варіант вірусу, утворюючи менш стабільні комплекси. Ці комплекси можуть «затягувати» вірус в моноцити, макрофаги або В-клітини, де той, вивільняючись з комлекса, може реплікуватися. При цьому може розвиватися генералізована інфекція і цитокіновий шторм. Не виключено, що вірус змінює антигенні детермінанти за рахунок мутацій, зміни глікозилювання та/або конформації S-білка.

## Антитілозалежне посилення при ВІЛ-інфекції
Першими на антигенний імпринтинг при розробці ВІЛ-вакцин ще на початку 1990-х рр. у буквальному сенсі «натрапили» П. Л. Нара із соавторами Про існування даного феномена вони не підозрювали. Їхньою метою було розширення імунної відповіді на антигени ВІЛ щодо вірусів близьких серотипів різного географічного походження. Ввівши шимпанзе глікопротеїд gp120, отриманий з штаму ВІЛ-1 IIIB, і провівши через 175 діб. повторну вакцинацію gp120, виділеним зі штаму ВІЛ-1 RF, що має інше географічне походження, дослідники несподівано для себе виявили зростання титрів антитіл до gp120 штаму IIIB і відсутність захисного ефекту при зараженні тварин ВІЛ-1 RF. Проведений ними ретроспективний аналіз наукової літератури показав, що феномен антигенного імпринтингу вже був описаний для інших ретровірусних інфекцій, зокрема, що спричинюються вірусом вісни у овець і вірусом інфекційної анемії у коней.
При клінічному вивченні протективного ефекту ВІЛ-вакцини, що включає як антигенний компонент gp120.16, виділений з ВІЛ-1 SF2, отримані подібні результати. Люди, вакциновані такою вакциною і які мають високі титри антитіл до gp120.16, виявилися сприйнятливі до варіантів ВІЛ-1, які циркулюють в їхній популяції. При розвитку у вакцинованих ВІЛ-інфекції, в сироватці їхньої крові переважали антитіла до gp120.16 ВІЛ-1 SF2, а не до такого ж оболонкового глікопротеїну вірусу, що спричиняв хворобу.
Н. Ларке зі співавторами у дослідах на мишах виявили, що включення в експериментальні ВІЛ-вакцини антигенних білків ВІЛ різних клад, «глушить» індукцію Т-клітинних відповідей на інші епітопні варіанти антигенів вірусу. Феномен антигенного імпринтингу виявлений і при вивченні імунної відповіді у ВІЛ-інфікованих пацієнтів. Вироблення антитіл на ВІЛ у них має олігоклональний характер. Одночасно відбувається порушення співвідношення κ/λ типів легких ланцюгів антитіл, що підтримується протягом багатьох років незалежно від швидкості прогресування захворювання. Обмежені й при цьому стабільно підтримувані антитільні відповіді на антигени ВІЛ у таких пацієнтів являють собою одну з причин неможливості вироблення плазмоцитами антитіл до ВІЛ-1, які б ефективно пов'язували сероваріанти вірусу, що утворилися в ході персистуючого інфекційного процесу.

## Антитілозалежне посилення прималярії
Розробка безпечної вакцини від малярії, яка б ефективно блокувала вторгнення  плазмодія, який спричинює тропічну малярію (Plasmodium falciparum) в еритроцити людини є дуже важливим завданням біотехнології. Особливо така вакцина потрібна для людей, які тривалий час живуть в ендемічному по малярії регіоні. Однак на шляху створення безпечної та ефективної вакцини є серйозні перешкоди, в тому числі у вигляді антигенного імпринтингу, який приводив у модельних тварин до антитілозалежного посилення, спричиненого вакцинацією.
У плазмодія є безстатеві клітинні форми, які отримали назву  мерозоїтів. Зараження людини починається з укусу комара-переносника. У момент і після укусу спорозоїти, які представляють із себе певну стадію розвитку Plasmodium falciparum, зі слинних залоз комара проникають в кров людини і з потоком крові добираються до печінки, де впроваджуються в гепатоцити. Протягом наступного періоду часу в гепатоцитах відбувається утворення тканинних мерозоїтів, які являють собою іншу клітинну стадію розвитку Plasmodium falciparum,  проникають в еритроцити і починають розмножуватися безстатевим шляхом. При розриві еритроцитів еритроцитарні мерозоїти потрапляють в кров, що призводить до періодичних нападів гарячки.
Те, що перехресні імунні реакції на збудники малярії можуть спотворити відповідь Т- і В-клітин, індукованих малярійними спорозоитами, і вплинути на індукцію захисного імунітету у відповідністтю з концепцією антигенного імпринтингу («первинного антигенного гріха»), тобто відповісти на варіант Plasmodium falciparum, який спричиняв хворобу раніше, а не на той, який присутній в організмі і розмножується в даний момент, відомо з початку 1990-х рр..
Антигенному імпринтингу при малярії сприяє антигенна різноманітність поверхневих білків у спорозоїтів і мерозоїтів — наслідок множинних точкових мутацій або варіацій числа, довжини і послідовності амінокислотних повторів. Ці білки процесуються і презентуються антигенпрезентуючими клітинами людини і активують Т- і В-клітини. Окремі клони Т- і В-клітин можуть стати домінуючими в імунній відповіді на повторні малярійні зараження, але не обов'язково ця відповідь буде захисною.
Саме поверхневі білки мерозоїтів є важливою мішенню для розробки вакцини. Завдяки роботам Р. Д. Плісс зі співавторами, вдалося показати можливість створення протималярійної вакцини на основі 19-кДа фрагмента білка мерозоїтів. Зв'язування специфічних антитіл з білком MSP119 може блокувати проникнення збудника малярії в еритроцити, активуючи його знищення фагоцитами людини. Однак такий сценарій реалізується не завжди. Вакцинація білком MSP119 іноді запобігає захворюванню в популяції людей, а іноді вона його підсилює. Досліди на мишачих моделях допомогли розібратися в проблемі. Дослідники на тваринах моделювали відповідь на вакцинацію рекомбінантним білком MSP119. Моделювання несподівано показало, що зараження еритроцитів мишей малярійним плазмодієм може сприяти утворенню антитіл до рекомбінантного білка MSP119, який містила вакцина. Титр антитіл, після перенесеної мишами експериментальної малярії, можна було підвищити вакцинацією рекомбінантним білком MSP119. Однак дія, виконана у зворотному порядку, тобто спочатку одноразова ін'єкція рекомбінантного білка MSP119 (субоптимальна вакцинація), а потім інфікування малярійним плазмодієм призвела до утворення антитіл до MSP119, які не володіють протективною дією. Навпаки, ці антитіла сприяли зараженню мишей збудником малярії, так як мали змінену специфічність. Антитіла до MSP119 утворилися, але вони не мали протективної дії, і призводили до зниження природного імунітету до зараження збудником малярії. Схожі результати були отримані й в іншій роботі. Так було показано, що антитіла проти поверхневих білків мерозоїту посилюють його проникнення в еритроцити in vitro і in vivo. Це відбувається завдяки зв'язуванню антитіл з рецептором комплемента 1 (CR1), що говорить про тісний зв'язок між феноменами антигенного імпринтингу і антитілозалежного посилення інфекції. Проблеми, пов'язані з розробкою протималярійної вакцини детально описані в огляді літератури.
Труднощі непрогнозованості імунних реакцій як у осіб, які живуть в ендемічних по малярії регіонах, так і тих, що потрапили туди без перенесеної малярії в минулому, залишилися навіть після встановлення ролі білка MSP119 в імунній відповіді.